# 学校行事

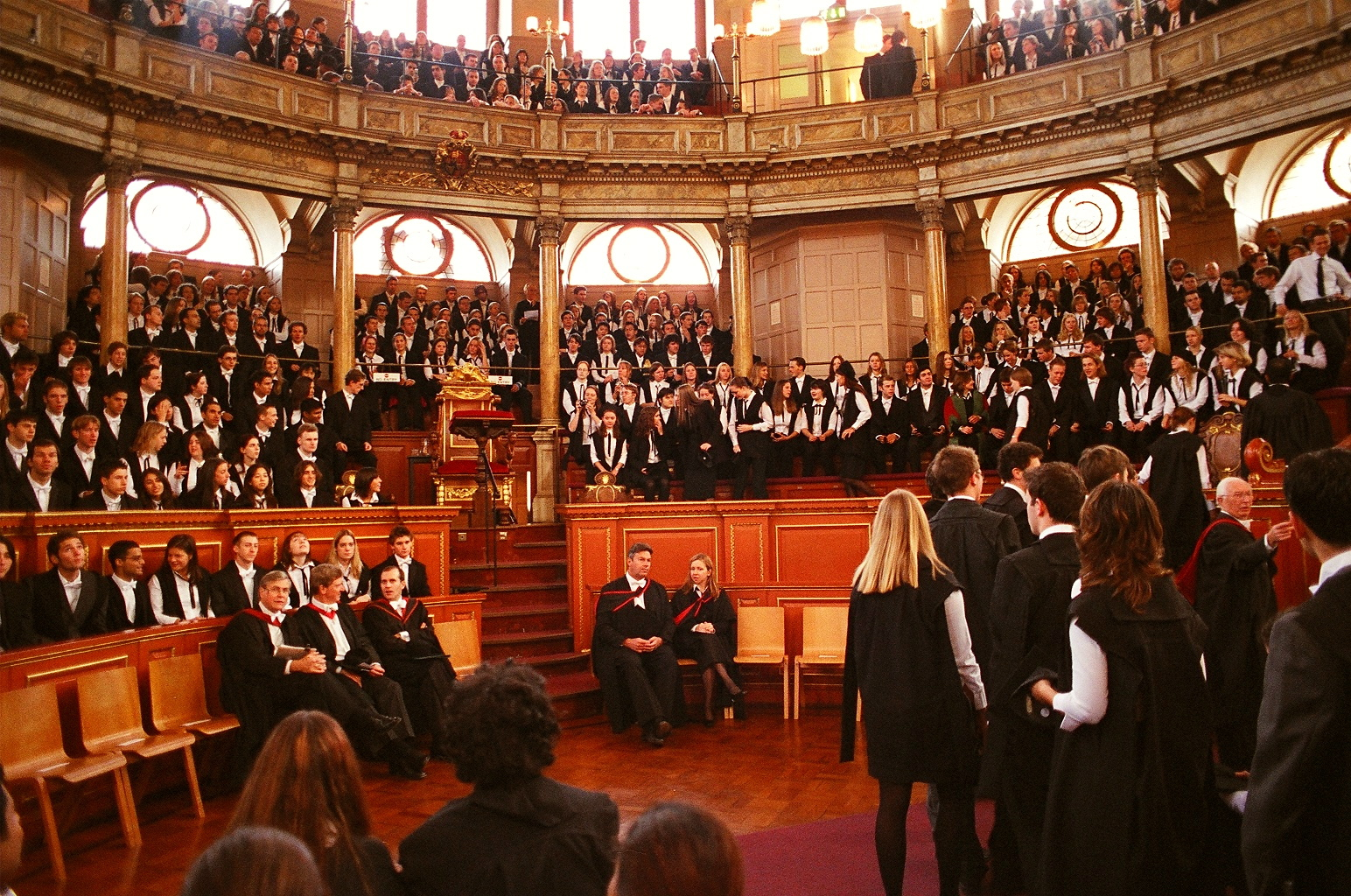
入学式（オックスフォード大学）

学校行事（がっこうぎょうじ）は、学校で行われる行事のことであり、おおむね全校若しくは学年又はそれらに準ずる集団を単位として、学校生活に秩序と変化を与え、集団への所属感を深め、学校生活の充実と発展に資する体験的な活動を行う。
日本では、特に学習指導要領が適用される初等教育・中等教育諸学校において、特別活動の1分野として正規の教育課程となっている。
日本の学校は学校行事に式典が多いことが特色であり、入学式や卒業式、始業式や終業式などがあるが、これらの式典は世界的に行われているわけではない。フランスの学校では、このような行事は行われておらず、新年度から修了まで全て授業となる。

## 学校行事の種類
学習指導要領では、次の通り分類されている。
- 儀式的行事

学校生活に有意義な変化や折り目を付け、厳粛で清新な気分を味わい、新しい生活の展開への動機付けとなるような活動。そのうち、入学式や卒業式や退任式などにおいては、その意義を踏まえ、国旗を掲揚するとともに、国歌を斉唱するよう指導するものと学習指導要領では定められている。
具体例: 入学式、卒業式、始業式、終業式、修了式、朝会
- 文化的行事

平素の学習活動の成果を総合的に生かし、その向上の意欲を一層高めるような活動。
具体例: 文化祭（学園祭、学校祭、学芸会、学習発表会）、音楽会、合唱コンクール、予餞会
- 健康安全・体育的行事

心身の健全な発達や健康の保持増進などについての理解を深め、安全な行動や規律ある集団行動の体得、運動に親しむ態度の育成、責任感や連帯感の涵養、体力の向上などに資するような活動。
具体例: 運動会（体育祭）、水泳大会
- 旅行・集団宿泊的行事　（小学校では遠足・集団宿泊的行事）

平素と異なる生活環境にあって、見聞を広め、自然や文化などに親しむとともに、よりよい人間関係を築くなどの集団生活の在り方や公衆道徳などについての体験を積むことができるようにする活動。
具体例: 遠足、修学旅行、移動教室、野外活動、集団宿泊活動
- 勤労生産・奉仕的行事

勤労の尊さや生産の喜びを体得し、職場体験活動などの勤労観・職業観に関わる啓発的な体験が得られるようにするとともに、共に助け合って生きることの喜びを体得し、ボランティア活動などの社会奉仕の精神を養う体験が得られるようにする活動。（以上は中学校の場合）
具体例: 職場体験活動、各種の生産活動、上級学校や職場の訪問・見学、全校美化の行事、地域社会への協力や学校内外のボランティア活動など　（以上は中学校の場合）

## 学校行事といじめ
学校行事体験が個人の発達において重要な意味を有することや、学級という枠を超えて人間関係を構築する機会として学校行事が機能する可能性があることなどが示唆されており、学校行事には様々な効用があることが推測できる。
一方で、行事で結束する学級集団では、集団・クラスとしてのまとまりやアイデンティティを確立していく過程で、差異のあるものを排除しようとする傾向が強まることが指摘されている。このような背景もあり、文化祭等の学校行事で、クラスの方針から外れているとみなされた者などに対するいじめが生起するケースがある。

### 予防方法
グループ編成に気を配ることや、中学校や高等学校段階においても生徒任せにせず教師が丁寧に見守り適宜積極的な介入を行うことが、学校行事におけるいじめの予防に資するとされる。加えて、UD（ユニバーサルデザイン）の視点に基づいた学校行事の改革や、活動に際して個々の児童生徒の意思を尊重することが、いじめの予防に寄与する可能性も示唆されている。
また、学校行事がいじめ発生の場となりうることや集団活動が苦手な児童生徒もいることから、どの学校行事に参加する（参加しない）か児童生徒自身で決定できるよう、教育制度・教育課程を抜本的に見直すことの必要性も示唆されている。